# 郑锦炯
郑锦炯（1938年10月—），广东潮州人，中华人民共和国政治人物、外交官。
1993年，担任中华人民共和国驻芬兰大使。1997年，接替范慧娟，担任中华人民共和国驻爱尔兰大使。2000年，由张小康接任。